# Menyancang
Menyancang is een bestuurslaag in het regentschap Lampung Barat van de provincie Lampung, Indonesië. Menyancang telt 1162 inwoners (volkstelling 2010).